# آئورل جورومیا
آئورل جورومیا (رومانیایی: Aurel Giurumia؛ زاده ۲۷ مارس ۱۹۳۱ – ۳۰ مارس ۲۰۰۴) بازیگر اهل رومانی بود.
از فیلم‌ها یا مجموعه‌های تلویزیونی که وی در آن‌ها نقش داشته است، می‌توان به بادبان‌های برافراشته اشاره نمود.